# Lethe transmontana
Lethe transmontana är en fjärilsart som beskrevs av Gosse 1840. Lethe transmontana ingår i släktet Lethe och familjen praktfjärilar. Inga underarter finns listade i Catalogue of Life.